# 阔荚苜蓿
阔荚苜蓿（学名：Medicago platycarpos）为豆科苜蓿属下的一个种。生长在针叶林缘、草地、河谷；海拔1200-2000m。分布在哈萨克斯坦、乌兹别克斯坦、土库曼斯坦、吉尔吉斯斯坦、塔吉克斯坦、俄罗斯（西伯利亚西部）、蒙古（阿尔泰）、中国（新疆）。